# 北川智繪
北川 智繪（きたがわ ちえ、1933年12月14日 - ）は、日本の女優、声優。希楽星所属。東京都出身。

## 人物
クレジットタイトルなどでは「北川智絵」、「北川知絵」の表記も見受けられる。以前は北川 智恵子の芸名で活動していた。
埼玉県立熊谷高等学校、日本芸術学院卒業。以前は劇団青い実の会、タレントエージェント、東京俳優生活協同組合、同人舎プロダクション、プロダクション・エムスリーに所属していた。
語りの公演や指導、ナレーター養成などを行う話芸写を主宰している。

## 後任・代役
2010年代以降、一部の持ち役を降板している。
- 梅田貴公美 - 『クレヨンしんちゃん』（野原つる）
- 鯨エマ - 『忍たま乱太郎』（田能さゆり）

## 出演
太字はメインキャラクター。

### テレビドラマ
- 連続テレビ小説（NHK）
  - マー姉ちゃん（1979年）
  - 本日も晴天なり（1981年） - 米村浩子 役
  - おしん（1983年） - 浜村すぎ 役
- 3年B組金八先生 第2シリーズ（1980年） - 青木繁好の母 役
- 大河ドラマ
  - おんな太閤記（1981年） - 八汐 役
  - いのち（1986年） - 患者
- 新・女捜査官 第8話「暗闇の標的は婦人警官」（1983年）
- また逢う日（1983年）
- うちの子にかぎって…第2シリーズ第11話（1985年） - トリマー
- 夫婦生活（1985年）
- 冬の花 悠子（1990年） - お柳 役
- 家栽の人（1993年）
- はやぶさ新八御用帳（1993年）
- サラリーマン刑事2（1999年） - 群馬県下仁田町の住人
- 花村大介（2000年）
- 恋人はスナイパー EPISODE2（2002年）
- 怪談新耳袋（2003年）

### テレビアニメ
1967年
- かみなり坊やピッカリ・ビー（おばあちゃん）
- 冒険ガボテン島（キューリ）
- リボンの騎士（プラスチック）

1968年
- アニマル1（東三郎）
- 怪物くん
- 巨人の星（1968年 - 1971年）

1969年
- アタックNo.1（工藤ケイ子、静〈2代目〉、山本〈2代目〉）
- 佐武と市捕物控（おかみ）

1971年
- 珍豪ムチャ兵衛

1972年
- 赤胴鈴之助
- おんぶおばけ（ゴン）
- ど根性ガエル（1972年 - 1974年）

1973年
- ジャングル黒べえ

1974年
- 魔女っ子メグちゃん
- となりのたまげ太くん

1975年
- 草原の少女ローラ（スージー）
- はじめ人間ギャートルズ

1976年
- 母をたずねて三千里（エミリオ〈初代〉）
- まんが 花の係長（社員たち）
- ブロッカー軍団IVマシーンブラスター（バアヤ）
- ろぼっ子ビートン（トン子〈初代〉）

1980年
- 怪物くん（第2作）（風のマタクル三）
- ずっこけナイトドンデラマンチャ
- トム・ソーヤーの冒険（サッチャー家のメイド、マギー）

1981年
- 名犬ジョリィ（ロレンサ、ホワン）
- 最強ロボ ダイオージャ（幼少のライアン）

1982年
- ダッシュ勝平（勝平の祖母）
- 野生のさけび

1983年
- パーマン（ター坊 他）

1984年
- ふしぎなコアラブリンキー（おばあちゃん）
- 魔法の天使クリィミーマミ（タケ）

1986年
- あんみつ姫（トメ、祈祷師）
- オズの魔法使い（モンビ）
- 青春アニメ全集（古賀ふさ）

1987年
- エスパー魔美（狭間可代）
- グリム名作劇場（まま母）
- シティーハンター（鷲尾一郎）

1988年
- のらくろクン（ばあや）

1989年
- 昆虫物語 みなしごハッチ（1989年 - 1990年、ペチャクチャ婆さん）
- らんま1/2 熱闘編（松）

1990年
- 美味しんぼ（関本悦子、おさと）
- ドラえもん（テレビ朝日版第1期）（ミニドラ〈初代〉）

1991年
- 楽しいムーミン一家 冒険日記（謎の老母）
- 人魚姫 マリーナの冒険（魔女ヘッドウィッグ）

1992年
- クレヨンしんちゃん（1992年 - 2010年、つる〈初代〉）

1993年
- クッキングパパ（コマ）
- 忍たま乱太郎（田能さゆり〈初代〉）

1997年
- HARELUYA II BØY（トシ）

2001年
- 名探偵コナン（島袋弥琴）

2003年
- こちら葛飾区亀有公園前派出所（クリス・T伯爵夫人）

2005年
- 蟲師（老婆）

2007年
- 風の少女エミリー（キャロライン・プリースト）

### 劇場アニメ
- ドラミちゃん ミニドラSOS!!!（1989年、ミニドラ）
- おもひでぽろぽろ（1991年、祖母[11]）
- クレヨンしんちゃん 嵐を呼ぶ モーレツ!オトナ帝国の逆襲（2001年、つる）

### ゲーム
- ドラえもん2 SOS!おとぎの国（1997年、魔女）
- クレヨンしんちゃん おバカ大忍伝 すすめ!カスカベ忍者隊!（2010年）
- 絶体絶命都市4（2018年、清水キヨ）

### 吹き替え

#### 映画
- アダムス・ファミリー サン 再結集（グラニー・アダムス）
- チャイニーズ・ゴースト・ストーリー3（ロウロウ〈ラウ・シウミン〉）
- バニシングin60″ ※日本テレビ版
- ポリスアカデミー4 市民パトロール（フェルドマン〈ビリー・バード〉）※TBS版（BD&DVD収録）

#### ドラマ
- 刑事コロンボ 白鳥の歌（魂の十字軍の裁縫係）

### 人形劇
- ゴロンタ劇場（チャムチャム）※『おかあさんといっしょ』内のコーナー